# Paracedicus baram
Paracedicus baram är en spindelart som beskrevs av Levy 2007. Paracedicus baram ingår i släktet Paracedicus och familjen vattenspindlar.
Artens utbredningsområde är Israel. Inga underarter finns listade i Catalogue of Life.